# Авдо Карабеговић Хасанбегов
Авдо Карабеговић Хасанбегов или Авдо Карабеговић (Модрича, 25. август 1878 — Модрича, 2. јануар 1901) био је српски пјесник из Босне и Херцеговине.

## Биографија
Вјерску наставу похађао је прво у мектебу и медреси, након чега је завршио комуналну основну школу у Модричи. Послије смрти родитеља, покушавао је да се самообразује и бави књижевним радом до 1900, када му је Земаљска влада БиХ, на препоруку Косте Хермана и Силвија С. Крањчевића, одобрила да се упише у сарајевску учитељску школу без потребне претходне спреме. Учитељску школу је због болести напустио након три мјесеца и вратио се у Модричу, гдје је ускоро умро од туберкулозе. Сарађивао је претежно са тадашњим српским листовима и часописима. Слутећи прерану смрт, своје пјесме послао је Светозару Ћоровићу, који их је са својим предговором објавио 1902. у Београду. Карабеговић је примјер муслиманског писца тог времена у коме се преплићу патриотска осјећања и преокупације различитог поријекла и значаја, јер уз примарну српску националну и књижевну свијест, у својим пјесмама изражава и босанску домовинску припадност.